# ボンブリス
ボンブリス（Bombliss）はBPSより発売されたゲームシリーズ、またはゲーム内のモードのひとつ。落ち物パズル『テトリス』のルールから派生した作品。欧米では「Tetris Blast」の別称でも知られる。
1991年12月13日に発売されたファミリーコンピュータ用ソフト『テトリス2+ボンブリス』のモードの1つとして初登場し、当時セディックに所属した三浦明彦によりデザインされた。その後もテトリスシリーズ内の1モードとして収録されることが多いが、単独作品として発売されたものもある。2010年8月5日に発売されたニンテンドーDS・Wii用ソフト『テトリスパーティープレミアム』では、約11年振りに隠しモードとして「ボンブリス」が復活した。

## ルール
ブロック操作やブロックをすき間なく横一列に形成する「ライン」、ゲームオーバーなどの基本ルールはテトリスと同じだが、ゲームの目的や得点の概念はテトリスと大きく異なっている。最大の違いは「ブロックの消し方」にある。

### 基本ルール

#### 爆弾ブロック
- 落ちてくるピースには通常のブロックに加え、最低1つの爆弾ブロックが含まれている（PUZZLEモード除く）[1]。
  - ピースのブロック数はブロック4個のテトリミノが基本であるが、レベル設定によりブロック2個・3個・5個（ペントミノ）で出来たピースも登場する。
  - 爆破によってフィールド内に残るブロックが10個以下になると、10個を超えるまで「全て爆弾ブロックで構成されたピース」が落ちてくる。また、作品によっては10個～20個毎に定期的に落ちてくる場合や、特定ライン数以上ラインをそろえた場合に次のピースが全て爆弾ブロックに変化する場合もある（SFC版スーパーボンブリスなど）。
- 爆弾ブロックを取り込んだ「ライン」を作ることで、そのラインにある爆弾ブロックを爆破する。このとき爆弾ブロックを中心に爆風が生じ、一定範囲の通常ブロックを消すことができる[1]他、爆風内に爆弾ブロックが含まれていた場合、続けて誘爆することが可能[1]。
  - あくまで爆風範囲内のブロックしか消すことは出来ないので、爆弾ブロックの位置が悪いと揃えたはずのラインにある通常ブロックが少し残ってしまうこともある。
- 通常ブロックのみで1ライン揃えた場合はブロックを消すことはできず、後に再びラインを成立させた際に既にそろえたラインも一緒に「ライン数」(後述)に加算される。
  - 例として、通常ブロックのラインを1列形成（ライン数1）、その後通常ブロックラインを2列形成（合計ライン数3）、爆弾ブロックを含めたラインを1列形成（合計ライン数4）。
  - 爆弾ブロック爆破後のブロック落下で連鎖が成立した場合、落下前のライン数を引き継ぐ（後述）。

#### ライン数による爆風範囲増加
- 爆弾ブロック起爆時に、成立したライン数により爆弾の爆風範囲を変化させることができ、ライン数が高くなれば画面全体を爆風に包み込むことも可能である。その範囲は基本的に下記一覧で規定されている。（ただし、下記の一覧と異なる作品もある。）

| ライン数    | 爆風の範囲                                                                                |
| ----------- | ----------------------------------------------------------------------------------------- |
| 1ライン     | 左右3ブロック（爆風の外形は、1個の爆発で、爆弾ブロックを含めて1×7の横の直線）             |
| 2ライン     | 上下1ブロック×左右3ブロック（外形は、1個の爆発で、爆弾ブロックを含めて3×7の横長の長方形） |
| 3ライン     | 上下2ブロック×左右3ブロック（1個の爆発で、爆弾ブロックを含めて5×7の長方形）               |
| 4ライン     | 上下3ブロック×左右3ブロック（1個の爆発で、爆弾ブロックを含めて7×7の正方形）               |
| 5,6ライン   | 上下4ブロック×左右4ブロック（1個の爆発で、爆弾ブロックを含めて9×9の正方形）               |
| 7,8ライン   | 上下5ブロック×左右5ブロック（1個の爆発で、爆弾ブロックを含めて11×11の正方形）             |
| 9,10ライン  | 上下6ブロック×左右6ブロック（1個の爆発で、爆弾ブロックを含めて13×13の正方形）             |
| 11,12ライン | 上下7ブロック×左右7ブロック（1個の爆発で、爆弾ブロックを含めて15×15の正方形）             |
| 13ライン～  | 上下8ブロック×左右8ブロック（1個の爆発で、爆弾ブロックを含めて17×17の正方形）             |

爆弾ブロックによる誘爆で起爆した他の爆弾ブロックの爆風は、最初の爆発を起こした際のライン数のものとなる。誘爆は新たに誘爆が発生しなくなるまで延々と続き、その間はピース・ブロックの落下も止まっている。

#### 残存ブロックの落下・連鎖
- 1回の爆破および誘爆が終わった後、空中に浮いているブロックは全て重力に従い着地する。このとき隣接しているブロック同士が塊としてそれぞれ落下し、他のブロックに接地することで連結される。
- 落下後の状況で爆弾ブロックを含んだラインが成立すると、一定の法則に従ってライン数が加算された状態でさらに爆発が起こる。これを連鎖という。通常ブロックのみで揃った場合は連鎖判定とならない。最初にラインが揃った状態を1連鎖目とすると、2連鎖目は1ライン、3連鎖目は2ライン…と、連鎖数-1が本来揃っているライン数に加算される。言い換えると、2連鎖目はラインのカウントが2から、3連鎖目は3から…という風になる。

#### デカボム
- 爆弾ブロックを正方形に4個隣接させることによって、広範囲爆破を起こせる強力な爆弾ブロック「デカボム」に変化させることが可能[1]。爆発範囲は並べたライン数に影響されず、ボムの縦横周囲4ブロック目まで（1個の爆発で、デカボムを含めて10×10の正方形）に固定される。特に中心に置いて1ラインで着火した場合でもフィールド左右端まで一掃できるため、序盤で一気に削る時・対戦中の攻撃手段・ステージ最後（締めの一掃）や上端近くまで積んでしまったときの打開策としてそれぞれ有効である。
  - 爆弾ブロック4個の塊が出来ると同時にラインが成立した場合、デカボムに変化する前に爆発が起きてしまう。
  - 爆弾ブロックがいっぺんに6個以上隣接し、デカボムに変化する塊の候補が複数ある場合、順に上の方にある塊→同じ高さでは左の方にある塊が優先的に変化する。また、一度出来たデカボムが解体され、別の爆弾ブロックとくっついて新たなデカボムになるということは無い（例えば、すでにあるデカボムのすぐ左と右にそれぞれ縦に2個爆弾ブロックを並べても2つのデカボムが出来る訳ではない）。

## ゲームモード

### CONTEST
ニンテンドー3DS版テトリス（以下3DS版テトリスと記載）以外の全ての作品に搭載されている基本的なモード。
- 用意された100個のブロックピースを使い果たす前にフィールド上の全てのブロックを消去することが目的。
- 画面いっぱいまで積みあがるか、ステージごとに定められている規定ピース数を超えてしまう（残りピース数がマイナスの値になる）とゲームオーバーになる。
- フィールド上にはあらかじめブロックが配置されており、後半のステージになるほど複雑な形になっていく。また、プレイヤーが操作するブロックピースの形も後半のステージになるほど複雑になっていき、落下速度も上がる。
- ステージクリアすると、クリア時に残っているピース数が、ステージレコード（クリア時に残っていたピース数の最高記録）とグランドスコア（全ステージレコードの合計）に記録される。
- 残りブロックピース数は減っていくばかりではなく、「爆弾ブロックを正方形に4個隣接させてデカボムを作る」「ペントミノ・連鎖・通常ブロックで作ったラインを用いるなどして一度に4ライン以上を揃える」ことで増加させることができ、長大連鎖などによっては初期ピース数である100を超えて最大999（FC版、テトリスパーティープレミアムを除く）まで増やすことができる。

| ボーナス対象   | 増加ピース数 |
| -------------- | ------------ |
| デカボムを作る | +1           |
| 3ライン        | +2           |
| 4ライン        | +4           |
| 5ライン        | +10          |
| 6ライン        | +40          |
| 7ライン        | +100         |
| 8ライン        | +200         |
| 9ライン        | +300         |
| 10ライン       | +400         |
| 11ライン       | +500         |
| 12ライン       | +600         |
| 13ライン       | +700         |
| 14ライン       | +800         |
| 15ライン       | +900         |
| 16ライン       | +999         |

### PUZZLE
ゲームボーイ版スーパーボンブリス、テトリスパーティープレミアム、および3DS版テトリス以外の全ての作品に搭載されている。
- 上から降ってくるブロックピースの数と形がステージによって決まっており、全てのブロックを使い切った状態でブロックを全て消すとステージクリア。
- CONTESTとは異なり、このモードに得点の概念はない。また、どこのステージからでも遊ぶことができる。爆弾ブロックを含まないピースが落ちてくる唯一のモードである。
- 「テトリス2+ボンブリス」のみ、自作の問題を作成できるCONSTRUCTIONモードがある。

### TRAINING
ゲームボーイ版スーパーボンブリスとスーパーボンブリス デラックスに搭載されている。
- ブロックが詰まるまでひたすらプレイするモード。ブロックピースの数に制限はない。
- 最初は何もブロックが配置されておらず、ブロックピースの形も簡単なものだけが出てくる。また、全てのブロックを消しても何も起こらない。
- テトリスと似たような目的でひたすらプレイするモードだが、得点表示は無く、落下速度の表示も9で打ち止めとなる。

### FIGHT
ゲームボーイ版スーパーボンブリスとスーパーボンブリス デラックスに搭載されている、お邪魔キャラと戦うモード、全8ステージ。
- フィールド上を勝手に移動するお邪魔キャラの体力をゼロにするか、全てのブロックを消せばステージクリアとなる。ブロックピースの数に制限はない。
- お邪魔キャラは、上にブロックピースを乗せて押し潰すか、爆風を当てることでダメージを与えられる(ライン数が多いほど与えるダメージも増える)。ただし、トドメを刺せるのは爆風を当てたときのみ(一定ライン数以上だと一撃必殺)。
- タイトル画面でBを4回押したあと、Bを押しながらスタートボタンを押すと「FIGHT 2」モードになる。このモードでは敵の体力が多くなり、全てのブロックを消しても何も起こらなくなる。

### ボンブリス プラス
ニンテンドー3DS版テトリスにのみ搭載されている、大量のゴミブロックをできるだけ早く除去することを目的としたモード。
- 画面内には最初からランダムな位置に穴の開いたゴミブロックが積み重なっている。ゴミブロックには通常ブロックのほか、爆弾ブロックも少し混じっている。
- 爆弾ブロックでゴミブロックを破壊すると、破壊した量に応じて新たなゴミブロックが補充される。
- 一定量のゴミブロックを破壊すると金色のブロックが出現し、新たなゴミブロックはそれ以上補充されなくなる。
- 最終的に金色のブロックを破壊すればステージクリアとなる（全消しの必要はない）。金色のブロックを破壊するまでにかかった時間が記録される。
- このモードでは不要なブロックピースを1つだけキープできる「ホールド」機能を使用できる（テトリス#ガイドラインを参照）。
- エンドレスにプレイできるオプションもあり、その場合は金色のブロックは出現せず、ブロックピースが詰まるまでプレイすることになる。

### 対戦モード
左右に二分割された画面でブロックを消し合う対戦形式。
- 爆弾ブロックで破壊したブロックの数が記録され、その数に応じて、相手のフィールド下部から通常ブロックがせりあがってくる。
- このせり上げ攻撃または相手の操作ミスで、通常テトリスと同じ「相手をゲームオーバー状態にさせる（上端まで積み上がる）」か、もしくは「相手より先にステージをクリアする（フィールドのブロックを完全消滅させる）」と1本先取。ブロックピースの数に制限はない。
- 規定数の勝利回数を取ったプレイヤーの勝利となる。
- スーパーファミコン版スーパーボンブリスでは、NEXTブロックの出現方式が『テトリス武闘外伝』と同じで、両者共通のNEXTからブロックピースが供給される。

#### VS COM
スーパーファミコン版スーパーボンブリスのみに搭載されている、コンピュータと対戦するモード。
- コンピュータは非常に素早くかなり賢いため、勝利するのは困難である。
- 用意された相手全員に勝利すると、相手や難易度などの設定を自由に決めて対戦できるようになる。
- 用意されたキャラクター全員に勝利した上、コンテストモード・パズルモードをすべてクリアすると、非常に強い隠しキャラが登場する。

#### 2PLAYERS
テトリス2+ボンブリス、テトリスパーティープレミアム、および3DS版テトリス以外の全ての作品に搭載されている、2人で対戦するモード。

## シリーズ一覧

### 家庭用ゲーム機
発売元・開発元は特に記載のない限り、ビーピーエス（BPS）である。
- 1991年12月13日 『テトリス2+ボンブリス』（ファミリーコンピュータ、6,500円）
  - ボンブリスを初めて搭載した作品。搭載モードは「CONTEST」「PUZZLE」「CONSTRUCTION」の3つ。PUZZLEモードは90問。CONSTRUCTIONは本作のみのモードで、PUZZLEモードのステージエディット機能となっている。なお、2人対戦プレイはテトリスのみでボンブリス側には無い。
  - BPSのファミコン版第1作の『テトリス』に不満を持った業界有志が集って制作された作品であり、テトリス側も含め操作性が大きく向上している。プロデューサーがセディック所属の石原恒和、ディレクターが中村光一、音楽がすぎやまこういち、開発をチュンソフトが担当、その他制作協力として宮本茂や遠藤雅伸までもが参加している。そのため、本作のBGMはドラゴンクエストシリーズに近いものになっている。
  - なお、欧米では本作ではなく、全く別内容の『テトリスフラッシュ』が『TETRIS 2』として発売された（下記のSFC版も同様）。
- 1992年12月18日 『スーパーテトリス2+ボンブリス』（スーパーファミコン、8,500円）
  - 開発はトーセが担当した。搭載モードは「CONTEST」「PUZZLE」「2PLAYERS」の3つ。PUZZLEモードは150問。本作にてボンブリスに2人対戦モードが初めて搭載された。ファミコン版を元にグレードアップさせた作品だが、CONSTRUCTIONモードは無くなり、BGMは一新されている。
- 1994年1月21日 『スーパーテトリス2+ボンブリス 限定版』（スーパーファミコン、8,500円）
  - マイナーチェンジ版。上記の通常版とは収録されているステージが異なり、より難易度が上がっている。PUZZLEモードは全て新規の150問。対戦モードはステージが大幅に増加し、通常版のステージも存続。
- 1995年3月17日 『スーパーボンブリス』（スーパーファミコン、7,500円） 
  - 開発はトーセ。搭載モードは「CONTEST」「PUZZLE」「VS COM」「2PLAYERS」の4つ。PUZZLEモードは100問。VS COMを搭載した唯一の作品で、テトリスに付随しないボンブリス単体のソフトとしては初の作品。
- 1995年3月17日 『スーパーボンブリス』（ゲームボーイ）
  - 開発はスーパーファミコン版と同じくトーセ。搭載モードは「CONTEST」「TRAINING」「FIGHT」「2PLAYERS」の4つ。バッテリーバックアップは搭載しておらず、CONTESTモードはパスワードコンティニューとなっている。欧米ではGB版無印のみ、1996年に『Tetris Blast』の名称で任天堂より発売されている。1997年9月26日に廉価版として再発売された。
- 1999年12月10日 『スーパーボンブリス デラックス』（ゲームボーイ・ゲームボーイカラー） 
  - スーパーボンブリスと同じく開発はトーセ。搭載モードは「CONTEST」「PUZZLE」「TRAINING」「FIGHT」「2PLAYERS」の5つ(ボンブリス史上最多)。
  - 上記のGB版『スーパーボンブリス』をゲームボーイカラー対応にグレードアップし、PUZZLEモードを追加した作品。バッテリーバックアップは原作と同じく非搭載で、PUZZLEモードも進行状況の記録にパスワードを用いる。
- 2010年8月5日 『テトリスパーティープレミアム』（ニンテンドーDS・Wii）発売・開発:ハドソン
  - 隠しモードとしてボンブリスを搭載。搭載モードは「CONTEST」のみだが、これまで発売されたボンブリスで唯一CONTESTモードのステージエディット機能を搭載している。
  - 北米では2010年5月25日に『Tetris Party Deluxe』の名称でマジェスコゲームズより発売されているが、ボンブリスが最初から出現しているなど異なる点がある。欧州・豪州でも2010年9月3日に任天堂より発売されている。
- 2011年10月20日 『テトリス』（ニンテンドー3DS） 発売:バンダイナムコゲームス 開発:ハドソン
  - 搭載モードは「ボンブリス プラス」のみ。下記の携帯電話アプリゲームを除き、CONTESTモードが搭載されなかった唯一の作品。
  - 北米では2011年10月2日に『Tetris Axis』の名称で任天堂より発売されている。欧州・豪州では『Tetris』として同月にテトリスオンラインより発売されている。
- 2024年11月12日 『Tetris Forever』（Nintendo Switch・PlayStation 4・PlayStation 5・Xbox One・Xbox Series X/S）発売・開発:Digital Eclipse
  - BPSから以前に発売されたテトリスゲームをまとめたもの。
  - ファミリーコンピュータ、スーパーファミコン、ゲームボーイとゲームボーイカラー版の移植。

### パソコン・ワープロ
- 1994年10月15日 『スーパーテトリス2+ボンブリス』（PC-98）
- 1994年3月25日 『スーパーテトリス2+ボンブリス』（Windows 3.1/Macintosh）
  - Windows版は1998年4月10日にライトバージョン『テトリス2+ボンブリスLT』として再発売された。
- 1994年 『スーパーテトリス2+ボンブリス』（文豪シリーズ）発売:東京システムハウス
- 2024年11月12日 『Tetris Forever』（Windows）発売・開発:Digital Eclipse
  - SteamとGOG.comで販売。
  - ファミリーコンピュータ、スーパーファミコン、ゲームボーイとゲームボーイカラー版の移植。

### 携帯電話アプリ
後に、携帯電話コンテンツ会社のジー・モードがボンブリスの携帯電話アプリを配信している。
- 2002年5月9日以降 『ボンブリス（ミニテトリス3）』 - 「CONTEST」モードのみ
- 2012年6月20日以降 『MISSION BOMBLISS』 『MISSION BOMBLISS EX』 - 2作共に「PUZZLE」モードのみ、各50問パック